# Moruy (Venezuela)
Pour les articles homonymes, voir Moruy.
Moruy est la capitale de la paroisse civile de Moruy de la municipalité de Falcón de l'État de Falcón au Venezuela.